# Ruskovce (Sobrance)
Ruskovce (bis 1927 auch slowakisch Ruškovce; ungarisch Törökruszka, 1939–1945 Törökruszkóc – bis 1907 Ruszkóc) ist eine Gemeinde im äußersten Osten der Slowakei mit 236 Einwohnern (Stand 31. Dezember 2024), die zum Okres Sobrance, einem Kreis des Košický kraj, gehört.

## Geographie
Die Gemeinde befindet sich im Hügelland Podvihorlatská pahorkatina im Ostslowakischen Hügelland im nordöstlichen Teil des Ostslowakischen Tieflands, am kleinen Fluss Okna im Einzugsgebiet des Uh über den Nebenfluss Čierna voda. Das Ortszentrum liegt auf einer Höhe von 143 m n.m. und ist viereinhalb Kilometer von Sobrance entfernt.
Nachbargemeinden sind Jasenov im Nordwesten und Norden, Baškovce im Nordosten und Osten, Horňa und Sobrance im Südosten, Nižná Rybnica im Süden, Veľké Revištia im Südwesten und Úbrež im Südwesten und Westen.

## Geschichte
Ruskovce wurde gegen Mitte des 14. Jahrhunderts nach deutschem Recht gegründet und zum ersten Mal 1418 als Rwzkoch schriftlich erwähnt. Das Dorf war Teil der Herrschaft Großmichel und Jasenov, im 18. Jahrhundert war es Besitz des Landadels.
1427 wurden 19 Porta verzeichne. 1828 zählte man 27 Häuser und 243 Einwohner, im späten 19. Jahrhundert war eine Brennerei im Betrieb.
Bis 1918/1919 gehörte der im Komitat Ung liegende Ort zum Königreich Ungarn und kam danach zur Tschechoslowakei beziehungsweise heute Slowakei. In der Zeit der ersten tschechoslowakischen Republik waren die Einwohner als Landwirte beschäftigt. Als Folge des Slowakisch-Ungarischen Kriegs war der Ort von 1939 bis 1944 noch einmal Teil Ungarns. Nach dem Zweiten Weltkrieg wurde 1950 (aufgelöst im Jahr 1953) und erneut 1959 die örtliche Einheitliche landwirtschaftliche Genossenschaft (Abk. JRD) gegründet, ein Teil der Einwohner pendelte zur Arbeit in Industriebetriebe in Sobrance, Michalovce, Košice sowie im tschechischen Landesteil der Tschechoslowakei.

## Bevölkerung
| Jahr                | 1994 | 2004    | 2014     | 2024     |
| ------------------- | ---- | ------- | -------- | -------- |
| Anzahl der Personen | 235  | 236     | 264      | 236      |
| Unterschied         |      | +0,42 % | +11,86 % | −10,60 % |

| Jahr                | 2023 | 2024 |
| ------------------- | ---- | ---- |
| Anzahl der Personen | 236  | 236  |
| Unterschied         |      | +0 % |

Nach der Volkszählung 2011 wohnten in Ruskovce 260 Einwohner, davon 245 Slowaken, fünf Russinen, vier Tschechen, zwei Roma und ein Magyare. Drei Einwohner machten keine Angabe zur Ethnie.
158 Einwohner bekannten sich zur griechisch-katholischen Kirche, 73 Einwohner zur römisch-katholischen Kirche, zwei Einwohner zu den Zeugen Jehovas sowie jeweils ein Einwohner zur apostolischen Kirche, zur Evangelischen Kirche A. B., zur orthodoxen Kirche, zur reformierten Kirche und tschechoslowakischen hussitischen Kirche. 14 Einwohner waren konfessionslos und bei acht Einwohnern wurde die Konfession nicht ermittelt.

## Bauwerke
- griechisch-katholische Peter-und-Paul-Kirche im historisierenden Stil aus dem Jahr 1925, nach 1945 saniert[6]

## Verkehr
Durch Ruskovce führt die Cesta II. triedy 582 („Straße 2. Ordnung“) von Michalovce nach Sobrance.